# Hoplosternum
Hoplosternum — рід підродини Callichthyinae родини Панцирні соми ряду сомоподібних. Має 3 види. Скам'янілості цих сомів відносять до середнього міоцену.

## Опис
Загальна довжина представників цього роду коливається від 10 до 25 см. Голова велика, втім короткувата. Очі маленькі. Рот широкий. Є 2 пари вусиків, на нижній щелепі. Тулуб кремезний. Уздовж тіла тягнуться масивний кісткові пластинки. Спинний плавець помірно високий, довгий, з жорсткими променями. Жировий плавець невеличкий, біля хвоста. Грудні й черевні плавці невеличкі. Анальний плавець довгий, з короткою основою. Хвостовий плавець прямий, дещо зазубрений.
Забарвлення сіре або коричневе з різними відтінками.

## Спосіб життя
Зустрічаються переважно в заболочених водоймах, дренажних канавах, полюбляє мулисті ґрунти. Перебувають у воді з низьким вмістом кисню, здатні використовувати атмосферне повітря, взявши ковток повітря на поверхні води і передаючи її назад до задньої кишки. Під час посуху здатні переповзати невеличкі відрізки суходолу між водоймами. Утворюють невеличкі косяки. Більш активні вони в сутінковий і нічний час. Живляться личинками комах, хірамідами. У період посухи переходять на полювання повітряними (двокрилими) комахами, що впали в воду. Здатні видавати звуки, схожі на рохкання і вереск.
Для розмноження самці будують пінне гніздо (з піни розміром до 20 см), частин рослин. Самиця відкладає до 200 ікринок. Інкубаційний період триває 1 місяць. Мальки завдовжки 2,5 см.
Вживається в їжу у Венесуелі, Гаяні, Тринідаді.

## Розповсюдження
Поширені від Панами до центральної Аргентини, насамперед у річках Оріноко, Амазонка, Парана, Парагвай, Сан-Франциско, озері Маракайбо. Також зустрічається в Гаяні, Французькій Гвіані, Суринамі, о. Тринідад. Акліматизовані у водоймах штату Флорида (США).

## Види
- Hoplosternum littorale
- Hoplosternum magdalenae
- Hoplosternum punctatum

## Тримання в акваріумі
Підходить акваріум від 100 літрів. На дно насипають дрібний пісок темних тонів. Потрібні укриття — штучні корчі і печерки з каменів. 30-50 % площі засаджують рослинністю. Не завадить і плаваючі на поверхні рослини з широким листям. Мирні. Утримувати їх краще групою від 3-5 особин. Сусідами можуть стати будь-які мирні рибки. У неволі живляться будь-якими кормами для акваріумних риб, але перевагу віддається живому. З технічних засобів знадобиться внутрішній малопотужний фільтр для створення слабкої течії. Температура тримання повинна становити 20-25 °C.